# Hontalbilla
Hontalbilla – gmina w Hiszpanii, w prowincji Segowia, w Kastylii i León, o powierzchni 38,36 km². W 2011 roku gmina liczyła 339 mieszkańców.